# 柯西邊界條件
柯西邊界條件是強加在常微分方程或偏微分方程的邊界條件，而邊界條件則是其方程的解都要符合在邊界的給定條件。一組柯西邊界條件通常包含在邊界的函數值及導數，這相當於給定狄利克雷邊界條件和諾伊曼邊界條件。柯西邊界條件的名字是紀念19世紀的著名數學家柯西。

## 二階常微分方程
二階常微分方程的柯西邊界條件，
{\displaystyle y''(s)=f(y(s),y'(s),s)}
為了確定此方程的唯一解{\displaystyle y(s)}存在，指定一點{\displaystyle s=a}，並給出其函數值{\displaystyle y}和一階導數{\displaystyle y'}
{\displaystyle y(a)=\alpha \ ,}
和
{\displaystyle y'(a)=\beta \ .}
其中，{\displaystyle a\ }是邊界或稱起始點。參數{\displaystyle s\ }通常是時間，柯西邊界條件有時又稱為起始值條件。

## 偏微分方程
{\displaystyle A(x,y)\psi _{xx}+B(x,y)\psi _{xy}+C(x,y)\psi _{yy}=F(x,y,\psi ,\psi _{x},\psi _{y})\ }
{\displaystyle \psi (x,y)=\alpha (x,y),\mathbf {n} \cdot \nabla \psi =\beta (x,y)}